# Otoesclerosi
L'otoesclerosi és una malaltia amb herència autosòmica dominant que cursa amb una formació d'os mineralitzat localitzat a la càpsula laberíntica, i en especial a la finestra oval, produint una anquilosi a la part anterior de la platina de l'estrep.
S'inicia a partir dels 20 anys com una hipoacusia de conducció accelerada per canvis hormonals 
Afecta principalment a dones (2/1) i empitjora amb l'embaràs.

## Clínica
- Hipoacúsia de transmissió progressiva
- Acúfens (bilaterals en el 80% dels casos)
- Trastorns de l'equilibri
- Poden aparèixer paraacúsies com ara la paraacúsia de Willis: hi sent millor en ambients sorollosos o la paraacúsia de Weber: autofonia, hi sent pitjor al mastegar.

## Diagnòstic
- Rinne negatiu
- Weber lateralitzat a l'oïda més malalta
- Schwabach allargat: el pacient hi sent més per la via òssia que l'explorador.
- Gellé patològic: quan augmenta la pressió al conducte auditiu extern no disminueix la percepció del so)
- Reflex estapedial abolit
- A l'Otoscòpia, en un 10% dels casos apareix el signe de Schwartze, un envermelliment del promontori a causa d'un focus actiu d'otoespongiosi.

### Audiometria tonal
Gap ossi-aeri amb escotoma de Carhart (caiguda de la via òssia a 2000Hz).

### Diagnòstic diferencial
- Malaltia de Paget
- Osteogènesi imperfecta
- Osteopetrosi
- Fixacions ossiculars
- Luxacions ossiculars
- Hipoacúsia hereditària (cromosoma X, loci DFN3)

## Tractament
- Farmacològic (fluorur de sodi): inhibeix l'activitat osteoclàstica i la reabsorció òssia.
- Audiòfon, implant coclear.[1]
- Quirúrgic (estapedectomia o estapedotomia): és el tractament d'elecció quan el gap ossi-aeri supera els 20-30 dB.